# Nouveau Poiteau
La Nouveau Poiteau est une variété de poire ancienne.

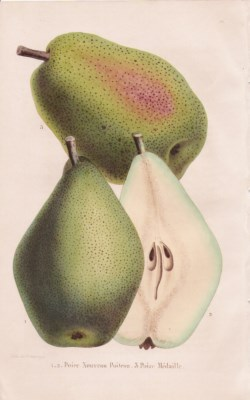
Différents angles de vue.

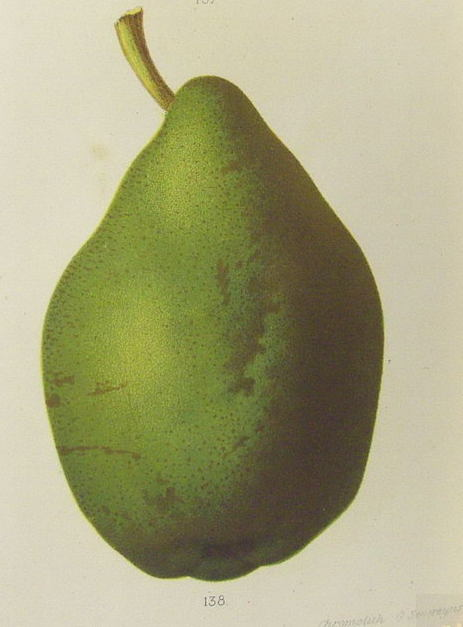
De près.

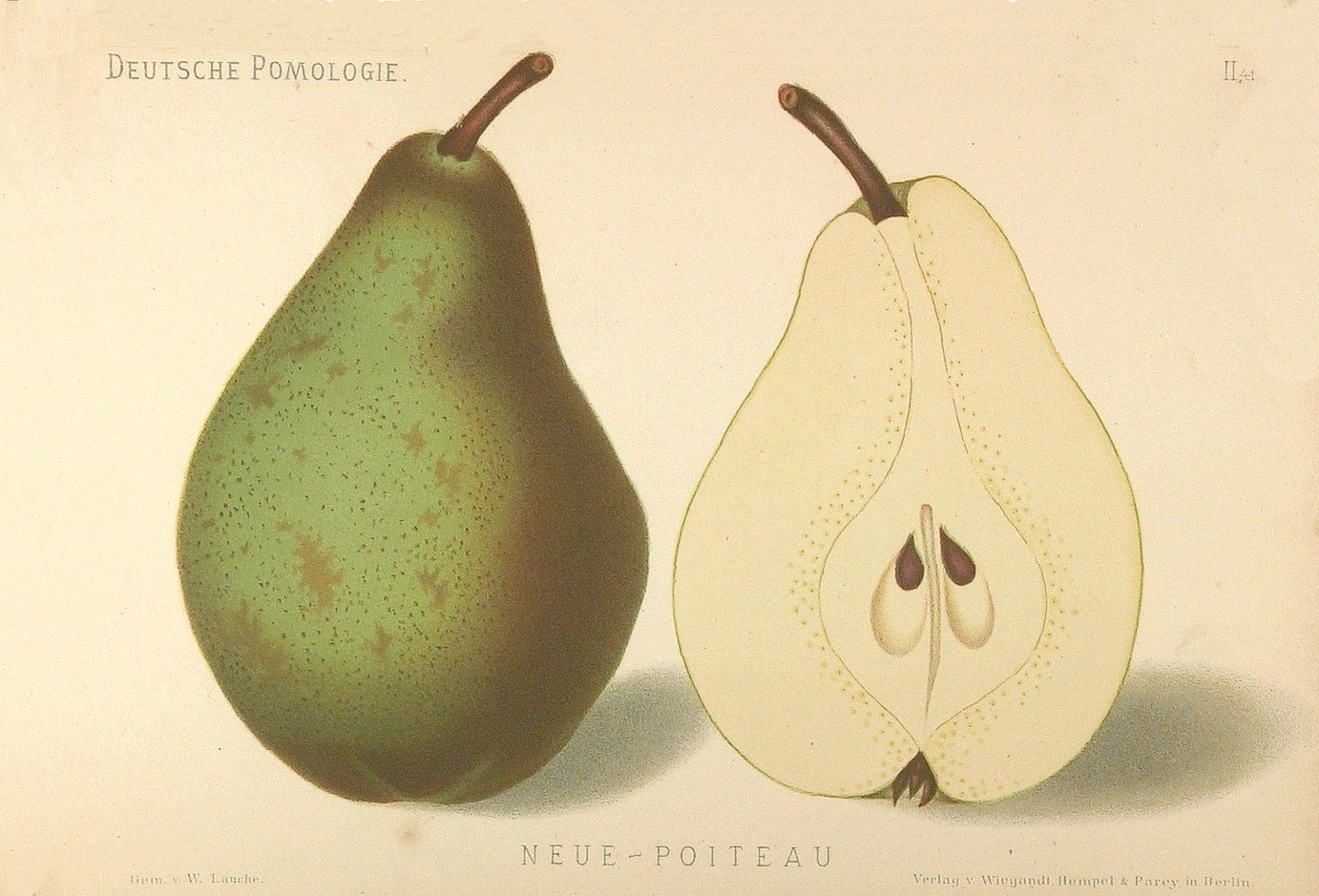
Ressource de 1820.

## Synonymie
- Retour de Rome.
- Choix d'un amateur.
- Tombe de l'amateur[1].

## Origine
La variété Nouveau Poiteau, obtenue en Belgique, date d'avant 1850. Elle est dédiée à Pierre-Antoine Poiteau, auteur de la Pomologie française, par les fils de l'obtenteur de variétés et professeur belge Van Mons et M. Bouvier de Jodoigne.
Le qualificatif de "Nouveau" est utilisé pour faire la distinction avec une obtention "Poiteau" précédente.

## Description

### Arbre
Culture : cette variété est vigoureuse et fertile. Sa place est dans chaque jardin d'amateur et aussi en culture intensive pour l'approvisionnement des marchés.
Fruit d'amateur et de commerce.

### Fruit
Nouveau Poiteau est gros ou très gros, oblong ou ovoïde, irrégulier.
Pédicelle moyen ou long, oblique ou arqué, charnu.
Œil mi-clos ou fermé dans une cavité large et profonde.
Épiderme fauve bronzé ou vert foncé, fortement rouillé par larges plaques.
Chair blanche, verdâtre sous l'épiderme, très fondante, très juteuse, sucrée.
Qualité : très bonne.
Maturité : octobre,.

#### Ouvrages
- André Leroy, « Dictionnaire de Pomologie », Poires, tomes  I et II, Imprimeries Lachaire à Angers.
- H. Kessler : « Pomologie illustrée », Imprimeries de la Fédération S.A, Berne, ISBN
- Georges Delbard, « Les Beaux fruits de France d’hier », Delbard, Paris, 1993,  (ISBN 2-950-80110-2).
- Alphonse Mas, Le verger (1865-1870) et La pomologie générale (1872-1883). Le verger, tome 1, poires d'hiver, planche, 1865, aquarelles du verger, Le Verger français, tome 1, 1947.

#### Revues et publications
- Revue « Fruits Oubliés », no 54.